# 스퀴시
스퀴시(Squishy)는 특수 제작된 부드러운 폴리우레탄 폼으로 만들어진 부드러운 장난감의 한 종류이다. 스퀴시는 동물, 과일, 그리고 식품과 같은 많은 다른 모양과 크기로 만들어진다. 또한, 스퀴시는 종종 표현된 물체와 같은 향을 내기도 한다. 이 장난감은 일본어로 "귀여운"을 의미하는 "카와이 스퀴시" 또는 "카와이"라고도 불린다.
일본에서 처음 판매되던 스퀴시는 2017년 봄에 미국에서도 판매되기 시작했다. 그 후 몇 년 동안, 이 장난감은 전 세계적으로 인기를 끌게 되었고, 소셜 미디어에서 큰 영향력을 갖게 되었다.
스퀴시는 어린이와 청소년들, 심지어는 어른들에게도, 사람들이 스퀴시를 누르는 것을 경험하는 촉각적인 즐거움 때문에 스트레스를 완화시킨다고 한다.

## 역사
스퀴시는 스트레스 볼과 피젯스피너를 포함하는 보다 일반적인 종류의 장난감으로, 비교적 최근에 만들어졌다. 다만 이러한 장르는 16세기의 Cup-and-ball과 같이 매우 오래된 것으로 볼 수 있다.

## 사건 사고
덴마크의 환경보호청은 12개의 스퀴시를 실험한 결과, 모두 다이메틸포름아마이드와 같은 허용치 않는 수준의 유해물질을 방출하는 것으로 밝혀져 덴마크 시장에서 스퀴시를 모두 폐기하고 가정용 쓰레기로 안전하게 폐기할 것을 권고하기도 했다.
또한, 스퀴시는 잠재적인 질식 위험이 존재하고, 사용하는 주 연령층이 6 ~ 12세의 어린이들이기 때문에 노르웨이에서는 판매되지 않는다.

## 같이 보기
- 플러버 (물질)
- 슬라임 (장난감)
- 실리퍼티